# Runa Hellwig
Runa Tabea Hellwig (* 1970 in Berlin) ist eine deutsche Bauingenieurin und Professorin für Bauphysik an der TU Berlin.

## Leben
Hellwig studierte bis Juli 1995 im Studiengang Bauingenieurwesen der Universität Stuttgart Integriertes Entwerfen und Bauphysik.
Von August 1995 bis Oktober 1999 war sie als wissenschaftliche Mitarbeiterin in der Abteilung Wärmetechnik am Fraunhofer-Institut für Bauphysik angestellt. Im selben Zeitraum arbeitete sie von Februar bis Juli 1998 als Gastwissenschaftlerin in der Abteilung Bautechnik an der Norwegischen Universität für Wissenschaft und Technologie.
Im Anschluss war sie von November 2002 bis Februar 2005 als Dozentin an der TU München am Lehrstuhl für Bauklimatik und Haustechnik und von März 2004 bis März 2006 als wissenschaftliche Mitarbeiterin am Universitätsklinikum Jena in der Abteilung Raumklimatologie tätig.
Als Senior-Mitarbeiterin ging sie November 2005 für nahezu ein Jahr zurück an das Fraunhofer-Institut für Bauphysik, um anschließend dort die Gruppenleitung des Fachgebietes Raumklima bis September 2009 zu übernehmen.
Promoviert wurde Hellwig im November 2005 auf dem Fachgebiet der thermischen Behaglichkeit an der Technischen Universität München. Im September 2015 habilitierte sie sich am Fachbereich Architektur Bauphysik des Karlsruher Instituts für Technologie.
Hellwig arbeitete von Oktober 2009 bis August 2014 sowie von April 2016 bis September 2018 als Professorin an der Hochschule Augsburg und vom 1. August 2018 bis zum 16. September 2016 als Gastprofessorin an der Universität Sydney.
Von 2018 bis 2024 war sie außerordentliche Professorin an der Universität Aalborg in Dänemark im Fachbereich Architektur, Design und Medientechnik sowie an der technischen Fakultät für Informatik und Design und in der Sektion für Architektur und Städtebau.
An der National University of Singapore war sie von September 2014 bis März 2016 als Gruppendirektorin für solare und energieeffiziente Gebäude und als Associate Professorin im Bereich der School of Design and Environment angestellt.
Seit 2024 leitet sie das Fachgebiet Bauphysik an der Technischen Universität Berlin.

## Forschung
Hellwig erforscht die Zusammenhänge von Gebäudeenergiebedarf, Raumklima und Nutzerzufriedenheit. Ihr Ziel dabei ist die Weiterentwicklung der Kriterien für behagliche und gleichzeitig nachhaltige Innenräume.
Ein weiteres Forschungsthema ist die Wahrnehmung und Interaktion von Menschen mit ihren architektonischen Umgebungen, also das transdisziplinäre Feld der menschlichen Gebäudeinteraktion.
Im Zeitraum 1. August bis 16. September 2018 analysierte sie zusammen mit der Forschungsgruppe von Professor de Dear Feldmessungen eines hochmodernen, vom IEQ Lab patentierten Monitorsystems. Fokus ist die hochwertige Raumklima- und Energieperformance von Bürogebäuden.

## Engagement
Im Jahre 2003 verbreitete Runa Hellwig den von de Dear entwickelten Ansatz des adaptiven thermischen Behaglichkeitsmodells in die deutsche Fachöffentlichkeit der Bauphysik und Gebäudetechnik. 2010 fand er vereinfacht Anwendung bei der Konkretisierung der Anforderungen der Arbeitsstättenverordnung.
Hellwig leitet seit 2007 die Arbeitsgruppe „Raumklima und Behaglichkeit“ im Fachinstitut Gebäude-Klima e.V., die sich im Allgemeinen mit der Innenraumluftqualität auseinandersetzt.
Sie war von 2019 bis 2022 berufenes Mitglied des Ausschusses der Arbeitsstätten (ASTA) des Bundesministeriums für Arbeit und Soziales.

## Ausgewählte Publikationen
(Quelle: )

### Herausgeberschaften
- Marije te Kulve, Runa T Hellwig, Froukje van Dijken, Atze Boerstra: Do children feel warmer than adults? Overheating prevention in schools in the face of climate change. In: Routledge Handbook of Resilient Thermal Comfort. Routledge, 19. April 2022, S. 128–140.
- Runa T Hellwig, Despoina Teli, Marcel Schweiker, Joon-Ho Choi, MC Jeffrey Lee, Rodrigo Mora, Rajan Rawal, Zhaojun Wang, Farah Al-Atrash: Design of adaptive opportunities for people in buildings. In: Routledge Handbook of Resilient Thermal Comfort. Routledge, 19. April 2022, S. 193–209.
- Runa T Hellwig, Christian Scherer, Wolfgang Bischof, Gerhard A Wiesmueller: KAPITEL 1.2 Raumklimatische Grundlagen (Chapter 1.2 Foundations of Indoor Climate). CREATE Arkitektur, Aalborg University 2020, S. 68–120.

### Zeitschriftenbeiträge
- Runa T Hellwig, Despoina Teli, Atze Boerstra: The potential of the adaptive thermal comfort concept in longterm actively conditioned buildings for improved energy performance and user wellbeing. In: IOP Conference Series: Earth and Environmental Science. IOP Science, 20. November 2020, Band 588, S. 032069.
- Ardeshir Mahdavi, Christiane Berger, Veselina Bochukova, Leonidas Bourikas, Runa T Hellwig, Quan Jin, Anna Laura Pisello, Marcel Schweiker: Necessary conditions for multi-domain indoor environmental quality standards. In: Sustainability. MDPI, 13. Oktober 2020, Band 12, Ausgabe 8439, S. 24.
- Farah Al-Atrash, Runa T Hellwig, Andreas Wagner: The degree of adaptive thermal comfort in office workers in a hot-summer Mediterranean climate. In: Energy and Buildings. Elsevier, 15. September 2015, Band 223, S. 110147.
- Stephanie Gauthier, Leonidas Bourikas, Farah Al‐Atrash, Chihye Bae, Chungyoon Chun, Richard de Dear, Runa T Hellwig, Jungsoo Kim, Suhyun Kwon, Rodrigo Mora, Himani Pandya, Rajan Rawal, Federico Tartarini, Rohit Upadhyay, Andreas Wagner: The colours of comfort: From thermal sensation to person-centric thermal zones for adaptive building strategies. In: Energy and Buildings. Elsevier, 1. Juni 2020, Band 216, S. 109936.
- Marcel Schweiker, Maíra André, Runa Hellwig, [...] : Evaluating assumptions of scales for subjective assessment of thermal environments–Do laypersons perceive them the way, we researchers believe?. In: Energy and Buildings. Elsevier, 15. März 2020, Band 211, S. 109761.